# Municipio de Skandia (Míchigan)
El municipio de Skandia (en inglés: Skandia Township) es un municipio ubicado en el condado de Marquette en el estado estadounidense de Míchigan. En el año 2010 tenía una población de 826 habitantes y una densidad poblacional de 4,43 personas por km².

## Geografía
El municipio de Skandia se encuentra ubicado en las coordenadas 46°20′4″N 87°10′23″O / 46.33444, -87.17306. Según la Oficina del Censo de los Estados Unidos, el municipio tiene una superficie total de 186.52 km², de la cual 186,06 km² corresponden a tierra firme y (0,25 %) 0,46 km² es agua.

## Demografía
Según el censo de 2010, había 826 personas residiendo en el municipio de Skandia. La densidad de población era de 4,43 hab./km². De los 826 habitantes, el municipio de Skandia estaba compuesto por el 93,46 % blancos, el 0,12 % eran afroamericanos, el 2,42 % eran amerindios, el 0,61 % eran asiáticos y el 3,39 % eran de una mezcla de razas. Del total de la población el 0,61 % eran hispanos o latinos de cualquier raza.